# Macedònia (regió)
Macedònia és una àrea històrica i geogràfica situada a l'Europa meridional. Les seves fronteres han variat considerablement durant el temps, però  es considera que la regió inclou parts de cinc països balcànics: Grècia, Macedònia del Nord, Bulgària, Albània, Sèrbia (inclosa la regió de Gora de Kosovo). Macedònia té una extensió aproximada de 67.000 km² i té una població de 4,76 milions d'habitants.
Els primers assentaments coneguts són de fa uns 9.000 anys. A partir de la meitat del segle IV aC, el Regne de Macedònia va esdevenir el poder dominant a la Grècia clàssica i les regions veïnes, i des de llavors la història de Macedònia ha estat molt diversa.

## Geografia

Mapa topogràfic de Macedònia.

Definir els límits geogràfics de Macedònia és particularment difícil, ja que hi ha moltes descripcions segons el país que comparteix la zona. No obstant això, si es parla de Macedònia se sol referir a l'àrea compresa entre el riu Nestos i les muntanyes Ròdope, a l'est; les muntanyes d'Osgorske, de la Crna Gora i de la Stara Planina, al nord; els monts albanesos de Jablanica i els llacs d'Ohrid i Prespa a l'oest; i les muntanyes de Grammos i el mont Olimp al sud.
La zona geogràfica macedònica es divideix ara entre la Macedònia grega (52,4%), Macedònia del Nord (35,8%), Bulgària (10,1%) i, segons els mapes, Albània (1,4%) i Sèrbia (inclòs l'estat parcialment reconegut de Kosovo) (0,3%).
La zona rep també altres apel·lacions:
- Macedònia grega (una de les 10 regions administratives de Grècia), anomenada "Macedònia" pels grecs (Macedònia egeica) que integra: 
  - Macedònia Central, una de les 13 perifèries (regions administratives) de Grècia;
  - Macedònia Oriental, una de les 13 perifèries de Grècia;
  - Macedònia Occidental, una de les 13 perifèries de Grècia;
- Macedònia del Nord: el nom de la part de Macedònia que ara forma l'Estat anteriorment conegut com a Antiga República Iugoslava de Macedònia.
- Macedònia de Pirin: la part de Macedònia situada a l'oest de la línia de crestes de la cadena de muntanyes del Pirin i de l'est de la muntanya de Vlahina, a ambdós llocs del riu Estrímon. Ara pertany a Bulgària.

Macedònia es troba entre el gran corredor que uneix l'Europa oriental i el Mediterrani, seguint les valls dels rius Morava i Vàrdar, una via estratègica que ha estat testimoni del pas d'incomptables exèrcits grecs, romans, eslaus i turcs.

## Història

### Territori històric
Macedònia (Μακεδονία) és el nom aplicat al territori (històric de Grècia) al nord de Tessàlia amb límit al mont Olimp i a l'oest fins al riu Àxios. Macedònia en el sentit propi, diferent del Regne de Macedònia, tenia dues parts: l'Alta Macedònia i Baixa Macedònia, territori històric de Grècia. Els habitants originals d'aquestes terres foren expulsats o absorbits pels macedonis. La costa era ocupada per tribus esmentades per Tucídides; al segle VII aC les terres entre el Peneu i l'Haliacmó, era habitada pels tracis pieris; al nord d'ells, entre l'Haliacmó i l'Àxios, vivien els botieus, que es van refugiar a la Calcídica; seguien els peonis, a la vora de l'Estrímon, i al costat els migdonis fins al golf Termaic; els país entre l'Àxios i el golf Termaic fou habitat anteriorment pels edons.
Una dinastia reial va sorgir a Edessa, que es considerava heraclida i deien ser descendents dels temènides d'Argos, segons una llegenda de Caranos i segons una altra de Perdicas (Heròdot dona aquesta darrera). Aquesta dinastia va fundar el Regne de Macedònia. Macedònia tenia tres planes principals: la plana de l'Axios, avui de Tètovo, la plana de Bitòlia amb el riu Erígon que desaiguava a l'Àxios i la plana de l'alt Haliacmó i afluents. L'Alta Macedònia estava dividida en quatre districtes: Elimea (país dels elimeus), Eòrdia (país dels eordis), Orèstia (país dels orestes) i Lincèstida (país dels lincestes).
A l'est d'aquest districtes es trobava Peònia, a l'alt Àxios. Al nord i nord-est les províncies de Pièria, Bòtia, Emàtia i Migdònia. La província de Calcídia era formada per la península d'aquest nom. La via principal era en temps dels romans la via Egnàcia iniciada en territori macedoni a Heraclea de Lincèstida i seguint per Cel·les (avui Ostrovo), Edessa (després Vodena), Pel·la, Tessalònica, Melissurgis, Apol·lònia i Amfípolis. D'aquesta via sortien branques cap a Tessàlia, Peònia, Dardània i Mèsia. La principal branca sortia de Pella cap a Tessàlia i passava per Beroea, Hatera, Bium o Dium i Olympum (Lykóstomo). L'altra branca cap a Mèsia sortia d'Escopos (Skopje) i arribava fins a Sàrdica (Sofia).

### Edat mitjana
Durant l'edat mitjana, Macedònia va ser una província o tema de l'Imperi Romà d'Orient. Durant el segle vi, es va produir la immigració massiva d'eslaus, que van superar demogràficament a les poblacions locals d'origen il·liri, traci i grec. El territori va passar a ser controlat per Bulgària motiu pel qual l'actual idioma i gran part de la cultura eslava macedònia presenta fortes afinitats amb la de Bulgària.
Des del segle xiv es va produir la invasió i ocupació turca que va incloure la regió de Macedònia (Makadunya) a la regió anomenada Rumèlia. Quan fou conquerida pels otomans a la segona meitat del segle xiv, el territori històric de Macedònia estava dividit entre els romans d'Orient i diversos senyors locals. El 1383 tropes turques van arribar fins a Serres i el 1385 van conquerir Ishtip (Stip), Manastir (Monastir, Bítola) i Pirlepe (Prílep). El 1391 van entrar a Skopje (Uskub). Salònica va caure en mans turques per primer cop el 1387 però es va guanyar i perdre diverses vegades i no fou conquerida definitivament fins al 1440, cosa que va consolidar el domini otomà. L'organització en marques frontereres es va substituir per sandjaks manats per sandjakbegs dependents del beglerbeg de Rumèlia. S'hi va introduir un sistema anomenat els timars i es van enviar yürüks turcs anatolis a colonitzar el país començant per les regions de Selanik (Salònica), Ishtip i Üsküb.
Els segles XV i XVI es van produir nombroses conversions a l'islam i van sorgir diverses confraries destacant les dels bektashis que fou la principal. El segle xvii fou el temps del bandidatge (en turc anomenat haydud). Regió cerealística, el segle xviii s'hi van difondre les cultures del tabac i l'arròs. En tot aquest temps, Macedònia no va existir mai com a província sinó que eren una sèrie de sandjaks del beglerbeyik de Rumèlia primer i després de l'eyalat de Rumèlia. Els sandjaks que formaven aquesta divisió administrativa no coincidien amb els límits geogràfics de la regió de Macedònia.
El 1864 es va produir una divisió administrativa (llei dels wilayats) i la regió geogràfica fou dividida en els wilayats de Kosovo, Monastir i Selanik (Salònica). Monestir fou suprimit després breument (1874) i restaurat (1879) i la divisió en tres parts va subsistir doncs de manera estable.

### La qüestió macedònia
El 3 de març de 1878 el tractat de San Stefano va incloure la major part de Macedònia al principat de Bulgària autònom però el tractat de Berlín del 13 de juliol de 1878 va restaurar la Macedònia búlgara sota el domini otomà.
El 1893 els eslaus macedonis van formar l'ORIM (Organització Revolucionària Interior Macedònia) que va tenir com a contrapunt el Comitè Macedoni Suprem entitat obertament probúlgara formada el 1900 a Sofia per Boris Sarafov. El 1901 Sarafov fou substituït pel general Zontchev; Sarafov va reunir els elements més radicals i es va escindir. El comte Landorf, ministre rus, va anar a Sofia el 1902 per intentar resoldre el conflicte i va aconseguir la dissolució de les dues faccions el 1903. Les activitats terroristes de l'ORIM van tenir reflex entre els grecs, valacs i albanesos. Mentre els grecs feien campanya contra els serbis i búlgars (cosa que va estar a punt de provocar una guerra) i volien assimilar els kutzovalacs o arumans; algunes mesures repressives contra els turcs i l'actuació dels comitès búlgars i finalment el 1903, quan la revolta de l'ORIM a Ílinden fou esclafada, es va motivar la intervenció de les potències per imposar al sultà un programa de reformes administratives. Àustria i Rússia van signar l'acord de Murztez que tenia aquesta finalitat (tardor del 1903) i es van nomenar un agent civil rus i un austríac per dirigir l'administració; es va crear una gendarmeria amb oficials russos, austríacs i italians. Husayn Hilmi Pasha seria l'administrador en cap supeditat als consells de les potències. La rivalitat entre eslaus macedonis, serbis, búlgars, i grecs creixien i la gendarmeria sota el general Di Giorgis va haver de restar inactiva degut a la manca d'obediència de la tropa, la manca d'acord entre les potències i la por d'un conflicte entre els països que protegien a aquests grups ètnics. Entre 1898 i 1903 es van produir 1346 enfrontaments entre uns 4000 rebels i 70.000 soldats turcs, morint 512 irregulars. Del juliol a l'octubre, amb la revolta d'Ílinden, es van produir molts enfrontaments i van participar més de 26.000 homes dels quals van morir 994, i van morir en els atemptats 4.694 civils. Quan el 1905 les potències van decidir imposar només una comissió financera, l'Imperi la va rebutjar i Àustria i Rússia van haver d'exigir amb suport d'altres estats el nomenament d'una comissió internacional. Com que Turquia no ho acceptava, es va fer una demostració naval que va començar a Lesbos i el govern otomà va cedir. La comissió internacional es va instal·lar a Salònica.
Això va augmentar el descontentament de les tropes otomanes a Macedònia entre les que tenia influència el CUP (Comitè Unió i Progrés, Ittihad we Terakki Djemiyyeti); els oficials del CUP coneguts com els Joves Turcs, van donar el seu cop d'estat el juliol de 1908 a Salònica. En els anys següents es va intentar modificar l'estructura ètnica afavorint l'emigració de musulmans sobretot des de Bòsnia. A la primavera del 1912 el govern otomà va decidir demanar els serveis dels empleats i oficials de la comissió internacional el que va retardar l'aplicació de les reformes promeses. Bulgària, Sèrbia, Grècia i Montenegro es van aliar i van formar una lliga militar que va mobilitzar les tropes el 30 de setembre i 1 d'octubre. Montenegro va declarar la guerra a Turquia el 8 d'octubre i als altres tres estats el dia 15. Fou la Primera Guerra Balcànica que va acabar amb la derrota otomana el 1913. L'Imperi Otomà va perdre Macedònia, que fou repartida entre Grècia (Salònica), Bulgària (Monestir) i Sèrbia (Kosovo). El mateix 1913 Sèrbia, Grècia i Montenegro van entrar en guerra contra Bulgària que va perdre bona part de la Macedònia que havia obtingut dels turcs. El 1915 Bulgària va declarar la guerra a Sèrbia (octubre) i la va envair per l'est mentre els austríacs i alemanys ho feien pel nord; els búlgars es van apoderar de tota la Macedònia que estava en poder de Sèrbia (desembre). Després de la I Guerra Mundial, la frontera de la Macedònia búlgara fou formalment redefinida, en contra del somni de la Gran Bulgària, retornant al que era el 1913.
La guerra entre Grècia i Turquia del 1921-1922 va provocar una forta emigració de grecs que es van establir a la zona mentre els turcs emigraven a l'Àsia Menor; els serbis van intentar eliminar els eslaus macedonis de la seva part de Macedònia, per això hi van enviar albanesos de Sèrbia que van esdevenir majoria en una part del territori; els eslaus macedonis van ser reconeguts com a nacionalitat separada pel règim socialista al final de la guerra i esdevingué la República Socialista de Macedònia. Els turcs de la Macedònia grega eren el 29,5% però després del 1926 uns 300.000 havien emigrat; a la Macedònia búlgara representaven el 16,3% i una part va emigrar; a la Macedònia sèrbia els turcs van marxar voluntàriament (eren 209.000 el 1923 -el 19,3%- i van passar a 129.000 el 1971 quedant reduïts al 6,6% mentre la població albanesa passava de 13% el 1961 al 17% el 1971). A la Macedònia socialista, els turcs van gaudir dels drets reconeguts a les minories incloent-hi el dret a usar una bandera distintiva.
Des de 1991, la regió històrica de Macedònia està dividida en l'estat europeu Macedònia del Nord i la Macedònia Grega o Macedònia Egea, província grega composta per Macedònia Occidental, Macedònia Central i la Macedònia Oriental i Tràcia. A més, Bulgària, Sèrbia (Kosovo) i Albània tenen parts més petites de la regió històrica de Macedònia.